# TSV Großbardorf
Turn- und Sportverein 1923 Großbardorf e.V. é uma agremiação esportiva alemã, fundada em 1923, sediada em Großbardorf, na Baviera.

## História
O futebol é parte de um todo que compreende 602 membros divididos em departamentos de boliche e tênis de mesa.
O clube fez a sua primeira aparição na Landesliga Bayern-Nord (V), em 1993, tornando-se competitivo após a virada do milênio. Após um segundo lugar e um play-off de promoção de sucesso, em 2003, o Großbardorf avançou à Bayernliga (IV), na qual competiu sempre na parte inferior da tabela. O time lutou contra o rebaixamento depois de terminar em décimo-quinto na temporada 2006-07.
Após a reestruturação do futebol alemão, em 2008 com a introdução da nova 3. Liga, o TSV melhorou acentuadamente seu desempenho, terminando a campanha de 2007-08 em quarto lugar, avançando da Oberliga, a quinta camada, para a Regionalliga Süd (IV) para a temporada 2008-09.
Contudo, a estada na Regionalliga foi curta. O descenso ocorreu de imediato e a equipe retornou à Bayernliga para 2009-10. No final de 2011-12 o TSV se classificou para a rodada de promoção à Regionalliga Bayern (IV), mas foi nocauteado pelo BC Aichach na primeira fase. 

## Títulos
| - Bezirksoberliga Unterfranken (VI) - Campeão: 1997 | - Unterfranken Cup - Campeão: 2000 |

## Cronologia recente
The recent season-by-season performance of the club:
| Temporada | Divisão                | Módulo | Posição |
| 1999–2000 | Landesliga Bayern-Nord | V      | 8°      |
| 2000–01   | Landesliga Bayern-Nord | V      | 2°      |
| 2001–02   | Landesliga Bayern-Nord | V      | 3°      |
| 2002–03   | Landesliga Bayern-Nord | V      | 2° ↑    |
| 2003–04   | Bayernliga             | IV     | 11°     |
| 2004–05   | Bayernliga             | IV     | 10°     |
| 2005–06   | Bayernliga             | IV     | 15°     |
| 2006–07   | Bayernliga             | IV     | 14°     |
| 2007–08   | Bayernliga             | IV     | 4° ↑    |
| 2008–09   | Regionalliga Süd       | IV     | 17° ↓   |
| 2009–10   | Bayernliga             | V      | 14°     |
| 2010-11   | Bayernliga             | V      | 10°     |
| 2011–12   | Bayernliga             | V      | 14°     |
| 2012–13   | Bayernliga Nord        | V      | 3°      |
| 2013–14   | Bayernliga Nord        | V      | 6°      |
| 2014–15   | Bayernliga Nord        | V      | 5°      |
| 2015–16   | Bayernliga Nord        | V      | 4°      |